# Фінське танго
Фінське танго — жанр танцювальної музики і відповідний соціальний парний танець, який розвинувся з аргентинського танго в 1940-ві роки і зберігає популярність до теперішнього часу. Фінське танго — один з національних символів Фінляндії, частина її нематеріальної культурної спадщини. Це один з найпопулярніших естрадних жанрів, композиції танго виконуються як на концертах, так і наживо на танцювальних майданчиках у літню пору, часто звучать по національному радіо і телебаченню.

## Історія
Фінське танго як музичний стиль з'явилося в Фінляндії в середині 1940-х років. Найбільшу популярність фінське танго набуло в 1950—1960-ті, після появи на світ музичної композиції Унто Мононена «Казкова країна» (фін. Satumaa), яка стала відома у виконанні Рейо Тайпале.

## Популярні виконавці
Найбільш відомі виконавці фінського танго — Олаві Вірта, Рейо Тайпале, Ейно Грьон, Еско Рахконен, Вейкко Туомі, Тайсто Таммі, Райнер Фріман та інші. Також до цього стилю зверталися Тапіо Раутаваара, Хенрі Тіль, Георг ОТС, жіночі вокальні ансамблі Metro-tytöt і Harmony Sisters.

## Музичні особливості
У музичному відношенні фінське танго — це європеїзований варіант аргентинського танго з чітким ритмом, ясною мелодією і вокальною партією, для нього не характерні синкопи, контрапункти, проте нерідко під час приспіву ритм змінюється і наближається до ритму румби або бегіна. Традиційно фінське танго виконується ансамблем, що складається з акордеона, ритм-групи (бас-гітари і барабанів), гітари. Фінське танго майже не буває суто інструментальним і допускає використання широкого кола інструментів (духових, синтезаторів, електрогітар). Сучасне фінське танго має характерне естрадне звучання.

## Старе танго
Старе фінське танго (фін. Wanha tango) — варіант танго, що виник у провінційній і сільській Фінляндії в першій половині XX століття. Мода на танго в 1910-ті роки породила в Фінляндії загальнонаціональний інтерес до цього танцю, але навчання в танцшколах під керівництвом викладачів було можливо тільки у великих містах — Гельсінкі, Тампере, Турку. Решта освоювала новий танець стихійно, просто спостерігаючи за танцюючими городянами зі столиць і танцями на кіноекранах, що призвело до появи оригінального танцювального ідіома. Важливу роль у становленні нового танцю, танцювального костюму відіграли циганські громади Фінляндії. Під час Зимової війни і «війни-продовження» танцювальні вечори були під негласною забороною, а в повоєнний час виник новий стиль танцю, який назвали «фінським танго», а старе провінційне танго стало забуватися. Ключову роль у відновленні танцю відіграв викладач танців Юхані Тахванайнен (Juhani Tahvanainen), який на початку 2000-х років виявив у своїх учнів, літніх пар з фінських шведів, особливі кроки й фігури, які ті визначали як ті, що належать танго. Кропітка робота з пошуку слідів старої танцювальної культури в її літніх носіїв, збір усних відомостей і спогадів свідків та учасників танцювальних вечорів 1920—1930-х, а також перегляд довоєнного фінського художнього і документального кінематографу, дозволили Ю. Тахванайнену реконструювати танець, якому він дав ім'я «старе танго». Нині старе танго широко відомо в усій Фінляндії і частково в Швеції, Німеччині та Швейцарії, цей танець виконується на танцмайданчиках, викладається в танцшколах і на танцювальних курсах, з 2010 року в Тампере проводиться загальнонаціональний конкурс старого танго.

## Ярмарок танго
Ярмарок танго (фін. Tangomarkkinat — найстаріший щорічний фестиваль виконавців танго, який з 1985 року проводиться в липні просто неба в місті Сейняйокі. У межах фестивалю визначаються переможці в категоріях «Кращий співак або співачка» (король або королева танго року), «Краща композиція танго», «Краща танцювальна пара».